# ياغو روتشا
ياغو روتشا هو لاعب كرة قدم برازيلي في مركز ظهير ‏، ولد في 22 مايو 1994 في ساو غونسالو في البرازيل. لعب مع نادي غوياس.

## وصلات خارجية
- ياغو روتشا على موقع قاعدة بيانات كرة القدم.إي يو (الإنجليزية)
- ياغو روتشا على موقع Soccerway.com (الإنجليزية)